# Hunstein-Gebirge
Das Hunstein-Gebirge ist eine Gebirgskette in der Provinz East Sepik in Papua-Neuguinea. Es befindet sich südlich des Oberlaufs des Sepik, zwischen dem April-Fluss im Westen, dem Korosemeri-Fluss im Süden und den Chambri-Seen im Osten. Bei der Distrikthauptstadt Ambunti greifen die nördlichen Ausläufer des Hunstein-Gebirges, die Washkuk-Hügel, über den Sepik-Strom hinaus.
Die höchste Erhebung des Hunstein-Gebirges ist der Mount Samsai mit einer Höhe von 1544 m. Der Mount Hunstein ist 1141 m hoch.
Das Hunstein-Gebirge ist weitgehend mit einem der letzten intakten tropischen Regenwälder der Welt bedeckt. Es ist die Heimat einer Vielzahl von Tier- und Pflanzenarten, darunter Nashornvögel, Kasuare, Krontauben und Paradiesvögel. Das Gebiet des Hunstein-Gebirges könnte als Teil des Upper Sepik River Basin in die Liste des Welterbes der UNESCO aufgenommen werden. Das Einzugsgebiet des oberen Sepik steht seit 2006 auf der Vorschlagsliste (Tentative List) Papua-Neuguineas zum Welterbe.
1997 wurde auf einer Fläche von 220.000 ha das Hunstein Range Wildlife Management Area (Hunstein Range WMA) gegründet. Gemäß der Kategorisierung der Weltnaturschutzunion IUCN ist es ein Ressourcenschutzgebiet mit Management nach IUCN-Kategorie VI. Einschließlich der 48.000 ha der angrenzenden Wildlife Management Areas Uma und Me’ha ist dies Papua-Neuguineas größtes Regenwaldschutzgebiet. Das Hunstein Range WMA wurde zum Schutz des Klans der Bahinemo gegründet. Ein Grund für die Bildung des WMA war die Befürchtung der Bahinemo, der tausendfüßige Buschgeist (masalai), der nach den ihren religiösen Vorstellungen in den höheren Regionen des Mount Samsai haust, könnte durch Bergbau und Holzeinschlag gestört werden. Die Satzung des WMA verbietet es, diesen und andere masalai im Gebiet des WMA zu behelligen sowie ältere Schweine und Großfußhühner zu jagen.
Das Hunstein-Gebirge wurde 1887 von Carl Schrader nach dem deutschen Ornithologen und Pflanzensammler Carl Hunstein benannt.